# Велика Капела
Велика Капела је планински ланац у Републици Хрватској, који се налази на истоку Горског котара, а протеже се од Горског котара на западу до Мале Капеле и Лике на истоку, од Огулинске долине на северу до Винодолског приморја на југу. Ту се налази најужи планински праг између континенталне Паноније и приморског Медитерана.

## Клима и рељеф
Климатски типови измењују се од Огулинске долине на северу (континентална клима), преко централног планинског масива Бјелоласица (планинска клима), до Винодолског приморја на југу (медитеранска клима). Падавина има у великим количинама током целе године.
Највиши врх је Бјелоласица: 1534 метара н/в.

## Биљни и животињски свет
На Великој Капели налазе се познати заштићени паркови и крајолици, познате су Беле и Самарске стене, Клек изнад Франкопанског града Огулина и остало.
Разноврсност биљног света огледа се од приморског растиња на југу (Винодолско залеђе), преко Алпског или високопланинског растиња у централном делу (Бјелоласица) до континенталног растиња у северном делу (Огулинска долина).
Животињски свет је разнолик, од грабежљиваца: вукови, медведи, рисови и орлови, па до јелена, срна, дивљих свиња, тетријеба и разних других дивљих животиња.

## Историја и привреда
Велика Капела добила је име по Капели (дрвеној римокатоличкој цркви у планини) на путу према планинском превоју близу Модруша. У историји Велика Капела била је у поседу хрватске племићке породице Франкопана који су столовали у Огулину подно капелских планина.
Тај планински ланац састоји се од низа врхова и висоравни и има изразито развијен планински туризам: Хрватски Олимпијски Центар Бјелоласица, многобројни приватни пансиони од Мркопља на западу до Огулина на североистоку пружају смештај планинарима, скијашима, алпинистма и путницима жељним мира и природе.
На Мирковици, једном од врхова између Врбовског и Јасенка је Радиотелевизијски одашиљач Мирковица.